# Dobrești (Argeș)
Pour les articles homonymes, voir Dobrești.
Dobrești est une commune du județ d'Argeș en Roumanie.